# Dendrobium perlongum
Dendrobium perlongum är en orkidéart som beskrevs av Rudolf Schlechter. Dendrobium perlongum ingår i släktet Dendrobium, och familjen orkidéer. Inga underarter finns listade i Catalogue of Life.